# Zatieriecznyj
Zatieriecznyj (ros. Затеречный) – osiedle typu miejskiego w Rosji, w Kraju Stawropolskim, w rejonie nieftiekumskim. W 2010 liczyło 7696 mieszkańców.